# Neocteniza malkini
Neocteniza malkini är en spindelart som beskrevs av Norman I. Platnick och Mohammad U. Shadab 1981. Neocteniza malkini ingår i släktet Neocteniza och familjen Idiopidae.
Artens utbredningsområde är Ecuador. Inga underarter finns listade i Catalogue of Life.